# Ctags
Ctags هي أداة برمجية تنشئ ملفًا يحوي فهرسًا (أو وسومًا) للأسماء الموجودة في ملفات المصدر وملفات الرأس الخاصة بعدد من لغات البرمجة. وبناءً على اللغة المستخدمة، يضاف إلى هذا الفهرس أسماء الدوال، والمتغيرات، وأعضاء الصنوف Сlass members والماكرو. هذه الوسوم تتيح العثور السريع على هذه اللبنات البرمجية عند التحرير باستخدام محرر نصوص، أو محرك بحث في الأكواد، أو أي وسيلة أخرى. يمكن أيضًا توليد ملف يحوي قائمة بالأسماء الموجودة في عدد من الملفات البرمجية في صيغة قابلة للقراءة.
أول أداة تقوم بهذه الوظيفة قدمها كن أرنولد، وأضيفت لبي إس دي يونكس.

## استشهادات
1. ↑  وصلة مرجع: http://bxr.su/n/usr.bin/ctags/.
2. ↑  وصلة مرجع: http://openbsd.su/src/usr.bin/ctags/.
3. ↑  الوصول: 6 أكتوبر 2016.
4. ↑  وصلة مرجع: http://openbsd.su/src/usr.bin/ctags/ctags.c.

Ctags على موقع Free Software Directory (الإنجليزية)